# Micula, Satu Mare
Micula este satul de reședință al comunei cu același nume din județul Satu Mare, Transilvania, România. Se află la 15 km nord, față de municipiul Satu Mare.

## Istoric
1325 - atestarea documentară a localității Micula.

## Lăcașuri de cult
- Biserica Reformată-Calvină, din 1825 (monument istoric).